# Eliseo della Concezione
Eliseo della Concezione, al secolo Francesco Mango (Napoli, 16 agosto 1725 – Napoli, 7 gennaio 1809), è stato un fisico e religioso italiano dell'Ordine dei carmelitani scalzi.

## Biografia
Dopo aver pubblicato, in appendice all'Istoria de' fenomeni del tremoto avvenuto nelle Calabrie e nel Valdemone nell'anno 1783 di Michele Sarcone (1784), una presentazione della «macchina equatoriale», entrò in polemica con l'abate Francesco Perez, che nel 1786 lo accusò di plagio per mezzo di una Lettera enciclica dai toni aspri dove rivendicava di aver inventato per primo lo strumento. Eliseo della Concezione replicò in maniera altrettanto accesa pubblicando nello stesso anno, sotto pseudonimo, una Risposta alla lettera enciclica dell'abate Francesco Perez intorno al preteso plagio dell'invenzione della nuova macchina equatoriale.